# Rosario (1969)
Rosario é uma telenovela mexicana, produzida pela Televisa e exibida em 1969 pelo Telesistema Mexicano.

## Elenco
- Miguel Córcega
- María Rivas
- Lupita Lara
- Estela Chacón